# Răzvan Florea
Răzvan-Ionuţ Florea (Constanţa, 29 de setembro de 1980) é um nadador romeno, medalhista de bronze na prova dos 200 metros costas nos Jogos Olímpicos de 2004, realizados em Atenas. Florea foi o primeiro homem a conquistar uma medalha olímpica masculina na natação para Roménia.